# Grain for Green
Grain for Green (česky: Obilniny za zeleň) byl program ochrany přírody zahájený v Číně v roce 1999. Jeho cílem bylo zmírnit a zabránit záplavám a erozi půdy. Jednalo se o platby za ekosystémové služby, které pomáhaly řešit problémy životního prostředí. Program byl určen k vyřazení zemědělské půdy, která byla náchylná k erozi, někteří zemědělci se však po skončení programu mohli vrátit k obdělávání půdy. Čína zahájila program Grain for Green v západních částech země, například v provincii Šan-si. Tyto oblasti byly známé svým poměrně špatně fungujícím hospodářstvím, které bylo spojeno s ohrožením životního prostředí. Životní prostředí bylo poškozováno mimo jiné půdní erozí, která vznikla v důsledku odlesňování svažitých pozemků a jejich následnou proměnou na zemědělskou půdu.
Do programu Grain for Green bylo zapojeno 124 milionů lidí v 1897 okresech ve 25 provinciích. Osm let po jeho zahájení měl program skončit, ale v roce 2007 byl prodloužen o dalších 10 let. Do roku 2010 bylo přibližně 15 milionů hektarů zemědělské půdy a 17 milionů hektarů neúrodné horské pustiny přeměněno zpět na původní vegetaci.
Program byl pro většinu zapojených oblastí ekonomicky přínosný a počáteční obavy z nerovnosti příjmů a korupce byly vyvráceny. Výzkum ukázal, že příjmy domácností nebyly rozhodujícími faktory pro zařazení do programu. Program si kladl za cíl řešit environmentální problémy, včetně eroze půdy a záplav. Nicméně na mnoha místech nebyl přínosný pro biologickou rozmanitost na přeměněné půdě, protože mnoho nově vysazených stromů byly monokultury, jejichž výsadba byla levná a pro zemědělce snadná na údržbu. Výzkum zjistil, že s minimálními dodatečnými náklady mohl program Grain for Green podpořit biologickou rozmanitost výsadbou smíšených lesů.